# 7-я флотилия миноносцев кригсмарине
7-я флотилия миноносцев кригсмарине (нем. 7. Torpedoboots-Flottille) — соединение военно-морского флота нацистской Германии, одна из 9 флотилий миноносцев ВМФ Германии периода Второй мировой войны.
Флотилия создана в июне 1940 года из захваченных миноносцев норвежского флота: «Леопард» (бывший «Балдер»), «Лев» (бывший «Гиллер»), «Пантера» (бывший «Один»), «Тигр» (бывший «Тор»).  В декабре 1940 года была расформирована, а миноносцы переданы в 27-ю флотилию подводных лодок.

## Командиры
| Время             | Командующий флотилией   |
| ----------------- | ----------------------- |
| июнь—декабрь 1940 | капитан-лейтенант Нойсс |